# Al-Sha'ab CSC Sharjah
L'Al-Sha'ab CSC Sharjah (àrab: نادي الشعب الثقافي الرياضي, Nādī ax-Xaʿab aṯ-Ṯaqāfī ar-Riyāḍī, ‘Club Cultural Esportiu de la Gent’) fou un club de futbol dels Emirats Àrabs Units de la ciutat de Sharjah. El club es fusionà dins Sharjah FC el 2017.

## Palmarès
- Copa del President dels Emirats Àrabs Units de futbol:[2]
  - 1993
- Supercopa dels Emirats Àrabs Units de futbol:[2]
  - 1993
- Segona Divisió dels Emirats Àrabs Units:

1992–93, 1997–98